# Richezza de Suède
Pour les articles homonymes, voir Richezza de Pologne.
Richezza de Suède (suédois : Rikissa Valdemarsdotter - polonais : Ryksa szwedzka, Ryksa Waldemarówna), fille de Valdemar Ier de Suède et de Sophie de Danemark, duchesse de Pologne par son mariage avec Przemysl II.

## Mariage et descendance
En 1285, Richezza épouse Przemysl. Ils eurent une enfant :
- Élizabeth Ryksa (1286–1335), mariée en 1300 à Venceslas II de Bohême, puis en 1306 à Rodolphe Ier de Bohême.

## Source de la traduction
- (en) Cet article est partiellement ou en totalité issu de l’article de Wikipédia en anglais intitulé « Richeza of Sweden, Duchess of Poland » (voir la liste des auteurs).